# Bernie McCahill
Bernard Joseph McCahill (Auckland, 28 de junio de 1964) es un exjugador neozelandés de rugby que se desempeñaba como centro.

## Selección nacional
Fue convocado a los All Blacks por primera vez en junio de 1987 ante los Pumas y jugó irregularmente con ellos hasta su último partido frente a los Wallabies en octubre de 1991. En total disputó 10 partidos y marcó cuatro tries (16 puntos en aquel entonces).

### Participaciones en Copas del Mundo
Disputó dos Copas del Mundo; Nueva Zelanda 1987 donde los All Blacks obtuvieron la victoria e Inglaterra 1991 que terminó en derrota ante los Wallabies en semifinales, este fue su último partido con la selección.
| Mundial                       | Sede          | Resultado     | PJ | Tries |
| ----------------------------- | ------------- | ------------- | -- | ----- |
| Copa Mundial de Rugby de 1987 | Nueva Zelanda | Campeón       | 3  | 0     |
| Copa Mundial de Rugby de 1991 | Inglaterra    | Tercer puesto | 4  | 1     |

## Palmarés
- Campeón del South Pacific Championship de 1988, 1989 y 1990.
- Campeón de la ITM Cup de 1984, 1985, 1987, 1988, 1989, 1990 y 1993.